# 시야봉가 상웨니
시야봉가 상웨니(Siyabonga Sangweni, 1981년 9월 29일~, 남아프리카공화국)는 남아프리카 공화국 출신의 전 축구 선수이다.

## 경력
- 2011~ 올랜도 파이러츠 FC (남아프리카공화국)
- 2010 제19회 남아프리카공화국 월드컵 남아프리카공화국 국가대표
- 2005~2011 골든 애로우스 (남아프리카공화국)